# José Ramos Izquierdo y Castañeda
José Ramos Izquierdo y Castañeda (San Fernando, 1838 - Madrid, 1904) fou un militar i polític espanyol, ministre de Marina durant la restauració borbònica.

## Biografia
Pertanyia a una família de mariners. En 1851 ingressà a l'Escola Naval Militar i en 1855 fou destinat com a guàrdia marina a la corbeta Bilbao. En 1860 fou ascendit a alferes de navili, el 1867 a tinent de navili, el 1878 a capità de fragata, el 1889 a capità de navili i el 1895 a contralmirall. Durant tot aquest temps va participar en operacions navals a Amèrica del Sud i Filipines. El 1875 va combatre en el front del Cantàbric en la tercera guerra carlina, destacant a Mutriku, Ondarroa, Lekeitio i Elantxobe, i posteriorment seria capità del port de Manila, ajudant major de l'arsenal de la Carraca, secretari de la Capitania de Cadis, cap d'Estat Major de l'Esquadra d'Instrucció, comandant de marina de Bilbao i València, vocal de la Junta Qualificadora de l'Armada i el 1896 comandant de la marina de Bilbao.
El 31 d'octubre de 1900 el president de govern en funcions Marcelo Azcárraga y Palmero el va nomenar Ministre de Marina, càrrec que va ocupar fins al 6 de març de 1901